# 哈佛這樣教談判力
《哈佛這樣教談判力》（英語：Getting to Yes），全名為《哈佛這樣教談判力：增強優勢，談出利多人和的好結果》（英語：Getting to Yes: Negotiating Agreement Without Giving In），是1981年羅傑·費雪（Roger D. Fisher）與威廉·尤瑞（William Ury）所出版的暢銷非小說類書籍。而在1991年和2011年的後續版本增加了布魯斯·巴頓（Bruce Patton）作為合著者，所有作者都是哈佛談判項目的成員。在該書中提出了一些有原則的談判方法，包括「將人與問題分開」、「關注利益，而不是立場」、「為互惠互利而發明選擇」和「堅持使用客觀標準」。儘管該書在談判領域中具有影響力，但也受到了批評。